# La jauría

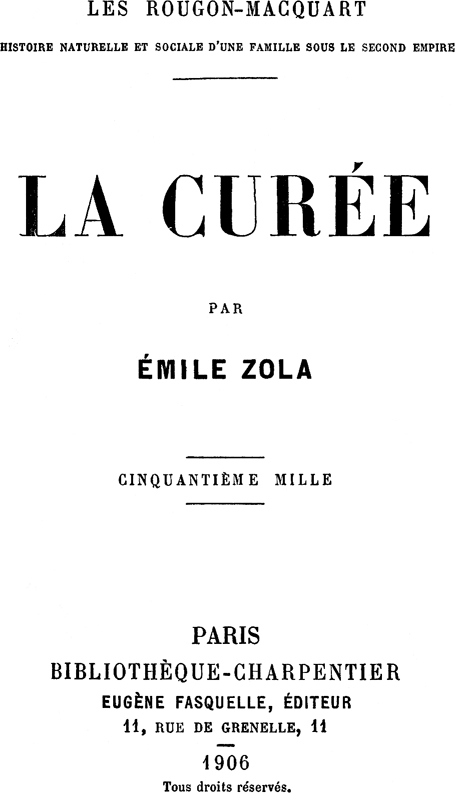
Edición de 1906.

La jauría (en francés: La Curée) es una novela que pertenece a la saga novelesca Les Rougon-Macquart, escrita por Émile Zola. 
Es una obra que se puede leer independiente del resto, al igual que ocurre con otras de la misma serie. La jauría se centra en el delirio de la vida: el esplendor del que gozan sus protagonistas y la sociedad a la que pertenecen generan, según palabras del autor, “la pintura auténtica del derrumbamiento de una sociedad”.

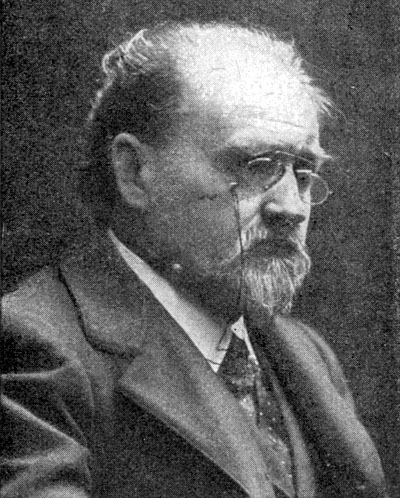
Émile Zola.

## Características
Esta obra es la segunda novela de la colección titulada Les Rougon-Macquart, en la cual Zola quiso representar la sociedad durante el Segundo Imperio en la Francia del momento, llevando a cabo un fresco de sus costumbres y de la sociedad y adoptando un estilo parecido a como había hecho Honoré de Balzac en su obra La comedia humana. 
Uno de los fines de la escritura de Les Rougon-Macquart es reflejar la marca que las herencias dejan sobre los hombres, centrándose la historia en una única familia. Tal plantemiento es característico del naturalismo.

## Argumento

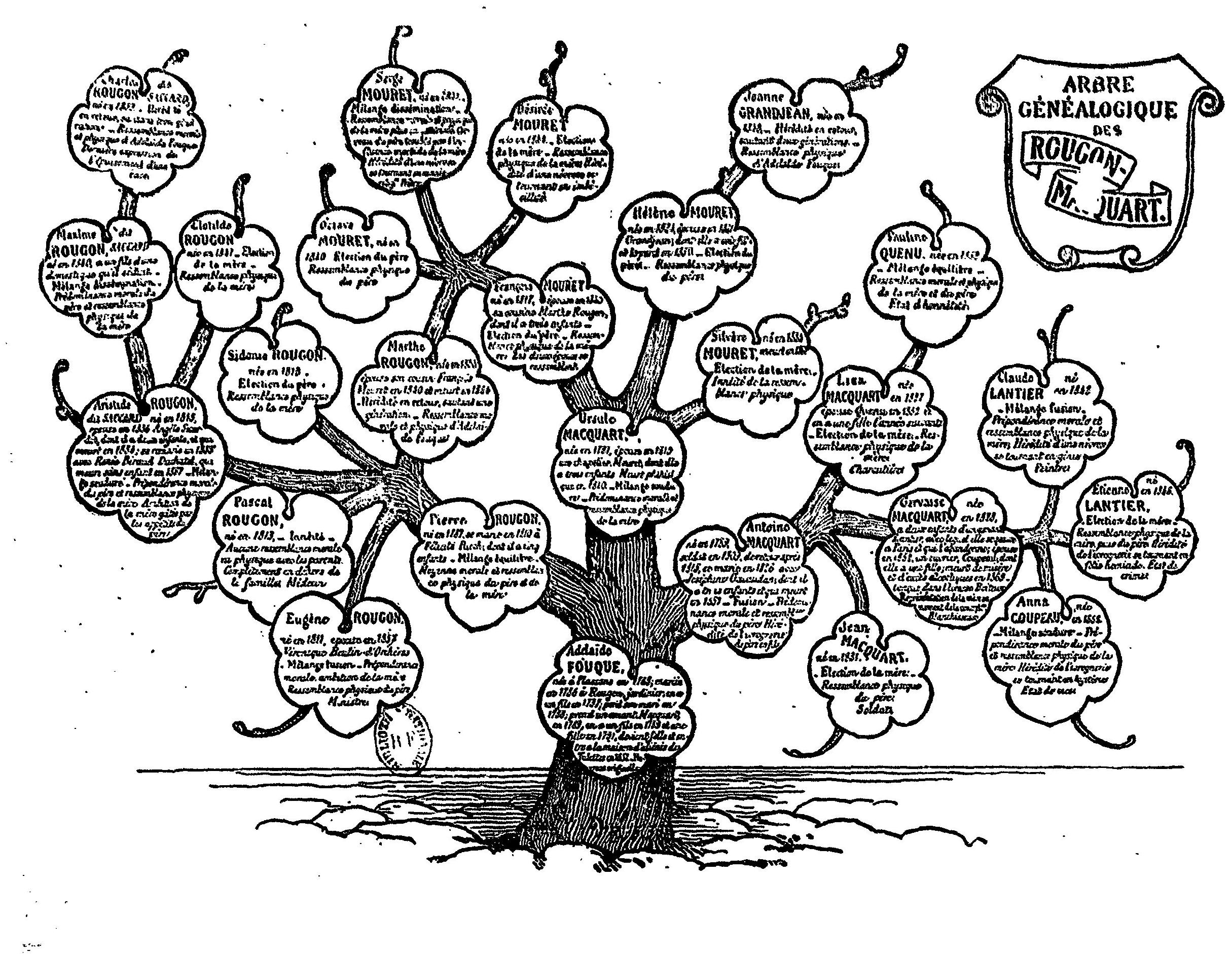
Árbol genealógico de los personajes.

En la primera obra de esta serie, La fortuna de los Rougon, Pierre Rougon dedica toda su vida a conseguir una posición social relevante, sin importarle en absoluto la utilización de los medios que fuesen para conseguir su propósito. “La jauría” continúa esa novela con su hijo Arístide, recién cambiado de apellido por el de "Saccard". Aristide llega a París con el propósito de formar un enorme patrimonio, siguiendo el carácter ambicioso de la familia, como podemos observar si lo comparamos con el anterior volumen.
El "Segundo Imperio" quiere borrar cualquier recuerdo del viejo París para construir una ciudad que represente los nuevos ideales y con ello la nueva sociedad; una sociedad especuladora que solo se interesa en llenarse los bolsillos de riqueza para codearse entre los más ricos y poderosos y para mostrar un lujo escandaloso que supere a los demás. Aristide Saccard persigue el dinero, pero a diferencia del resto de esa sociedad, lo hace por el motivo en sí de tenerlo, por pura ambición hacia la riqueza. Este muchacho se desenvuelve en una sociedad comercial en la que el dinero es el núcleo, hasta el punto de que la utilización de maniobras y artilugios para conseguir un trato se convierte en algo fundamental para él, llegando al punto de olvidarse de otros asuntos quizás más importantes.
Paralelamente, su hermosa y joven esposa sufre continuamente el aburrimiento de su vida, ya que la riqueza causa en ella una situación de hastío producida por la posesión de todo aquello que le causa placer y que el dinero puede comprar, por lo que se enfrasca en la búsqueda de alguna experiencia que la llene de gozo y que detenga su desgana. Luego de buscar aquellas cosas que le puedan seguir causando placer, encuentra una que le intriga y produce en ella una situación de placer por la vida que creía perdida: conoce al hijo que su marido tuvo con su primera mujer con el cual mantiene una íntima amistad llegando al extremo de mantener una relación incestuosa.
El desenlace de esta historia atroz consiste en el descubrimiento de Arístide del engaño de su mujer con su hijo. A pesar del sentimiento de burla que le produce, Arístide aprovecha la situación, haciendo la vista gorda, para sacar provecho de dicha posición inmoral, siguiendo el mismo camino que su padre, Pierre Rougon, en la primera obra de los Rougon-Macquart, cuando ensució sus manos con la sangre de los republicanos muertos sólo para conseguir la supremacía en Plassans. Estas dos acciones de inmoralidad causarán en la sociedad del momento un revuelto por esas nuevas formas de visión de la realidad lo que llevará a caracterizar esta obra dentro del movimiento naturalista.

### Personajes
- Arístide Saccard: protagonista de la obra. Posee un carácter ambicioso y parecido al de la sociedad del momento en Francia durante el Segundo Imperio.
- Maxime Saccard: El hijo del protagonista, Arístide, con su primera mujer. Mantiene una relación incestuosa con la segunda mujer de su padre.
- Renée Saccard: La esposa de Arístide. La posesión de todo cuanto desea provocará en ella aburrimiento lo que causará la íntima relación con el hijo de Arístide.

## Problemas durante la publicación
La incorporación de este vínculo incestuoso, cuyo erotismo es retratado por Zola sin entrar en apreciaciones morales, y cuyos intérpretes se deleitan sin arrepentimiento, causó la cancelación de la edición de la novela cuando se estaba editando por capítulos en un periódico. Pero, al cabo de un par de meses (en febrero de 1872),la novela consiguió editarse en su integridad

## La jauríaen España
Las primeras traducciones al español de la novela La curée lo fueron bajo el título de La ralea. La primera edición española es de 1882, en Alfredo de Carlos Hierro. Ya en 1890 la editorial Rivadeneyra iba por la 9.ª edición de la novela bajo ese título. La Biblioteca Nacional de Madrid tiene otra edición diferente de los años 20 con ese mismo título. En la década de los 60 del siglo XX Mariano García Sanz tradujo para la editorial Lorenzana de Barcelona toda la serie y tituló este volumen como La carnaza. Modernamente, Esther Benítez emprendió la empresa de traducir de nuevo la saga, que editó Alianza Editorial en su colección "El Libro de Bolsillo" y Alba en su serie "Alba Mayor", en dos novelas por tomo. Pero en ambas editoriales sólo han aparecido las cuatro primeras novelas de la serie. Estas son las ediciones más asequibles hoy día y aparecen bajo el título de La jauría.